# Reynor (киберспортсмен)
Рикка́рдо Роми́ти (итал. Riccardo Romiti, род. 1 июля 2002, Греве-ин-Кьянти, Италия), более известный под своим никнеймом Reynor, — итальянский профессиональный игрок в StarCraft II, играющий за расу зергов и выступающий за команду Gamers Origin с 2019 года. В 2014 году стал самым молодым грандмастером StarCraft II, достигнув этого ранга в 12 лет и 40 дней. Абсолютный чемпион мира 2020 по версии ESL Pro Tour 2020/2021, серебряный призёр чемпионата мира 2019 года и 2022 года. По состоянию на 2025 год, за свою карьеру Reynor заработал более 802 994 долларов призовых.

## Биография

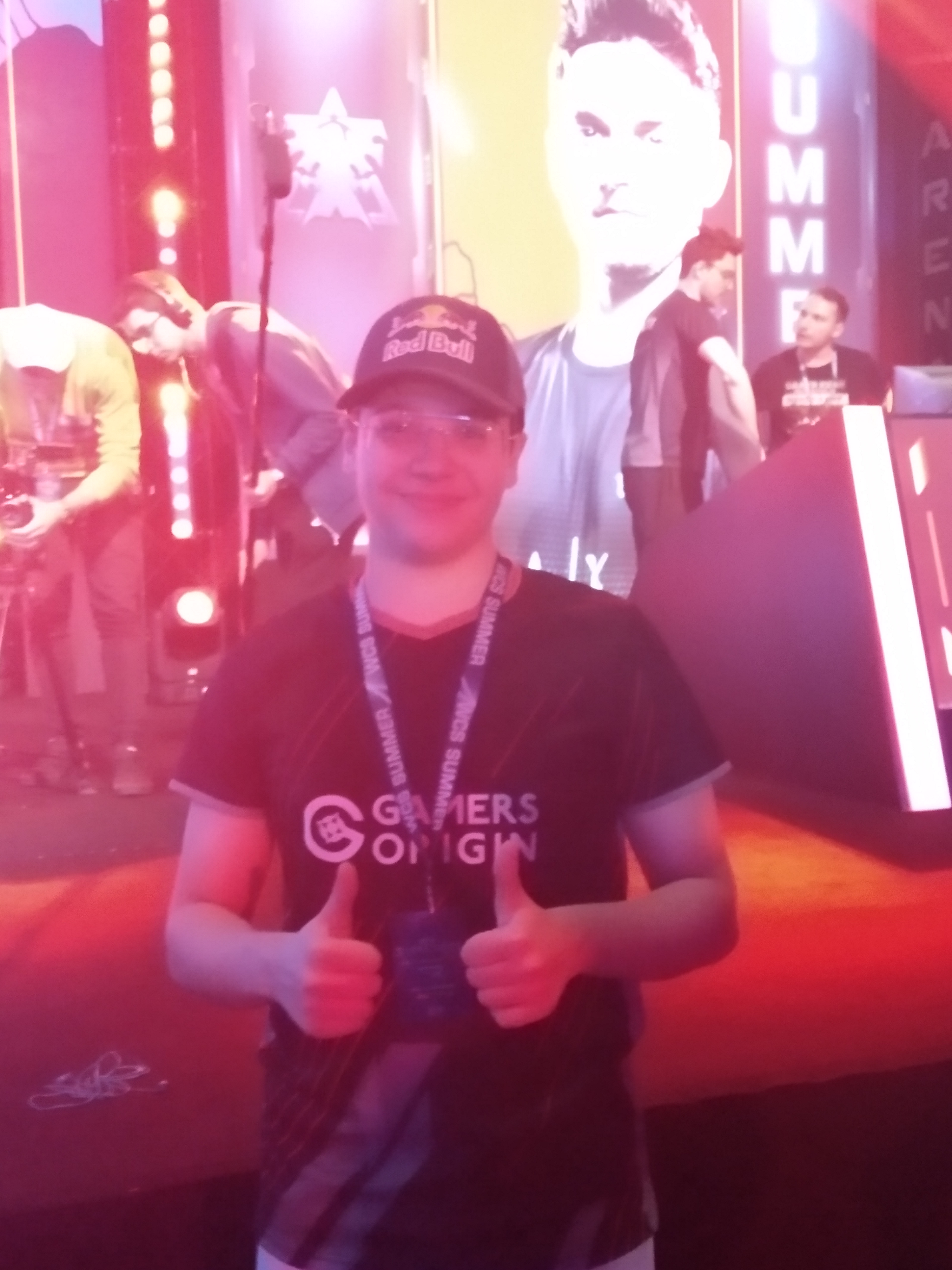
Reynor на 2019 WCS Summer

Риккардо Ромити вырос в коммуне Греве-ин-Кьянти в провинции Флоренция, Италия. Со StarCraft II и киберспортом его познакомил отец, Массимо Ромити, который играет в эту игру в алмазном ранге и является менеджером киберспортивной команды Exeed Esports. Дома всячески поддерживали карьеру Риккардо, на все турниры в юном возрасте он приезжал либо с матерью, либо с отцом. Помимо StarCraft II, Reynor любит играть в Dark Souls и League of Legends, а также играет в теннис для поддержания скорости рефлексов. StarCraft II привлекает его своей конкурентностью и сложностью.
В свою первую киберспортивную команду, Ace of Spades, Ромити вступил в возрасте 8 лет. С 2013 по 2016 год выступал за команду mYinsanity. В возрасте 12 лет и 40 дней он достиг элитной лиги в StarCraft II (англ. Grandmaster League, высший игровой ранг, в который попадают 200 игроков с наибольшим внутриигровым рейтингом в регионе), став самым молодым грандмастером в истории StarCraft II. В дальнейшем Reynor выступал за команду True eSport, ненадолго присоединился к команде Next Gaming, а затем вступил в команду Prophecy E-sports, в будущем развившуюся в организацию Exeed Esports. Риккардо покинул Exeed Esports в конце 2018 года. В начале 2019 года присоединился к французской киберспортивной организации Gamers Origin, за которую выступает известный киберспортсмен Ильес «Stephano» Сатори. По словам Риккардо, «переход в GO кажется мне глотком свежего воздуха, потому что я уже очень давно не был в команде не из Италии». Затем, в феврале 2020 года присоединился к Team Qlash, за которую также выступает Богдан «Hellraiser» Козар.
С 2018 года, по достижении 16-летнего возраста, Reynor смог участвовать в соревнованиях WCS. Перед началом выступлений он провёл месяц в Южной Корее, посвятив всё время тренировкам и изучению новых стратегий и тактик. Его первым турниром этой серии стал 2018 WCS Valencia, в котором он дошёл до четвертьфинала и проиграл Йооне «Serral» Сотале, будущему чемпиону мира. В следующем турнире, 2018 WCS Montreal, Reynor одержал победу над такими киберспортсменами, как Алекс «Neeb» Сандерхафт, Ли «TIME» Пейнань и Марк «uThermal» Шлаппи, благодаря чему дошёл до финала, в котором он снова встретился с Йооной Соталой и проиграл ему со счётом 3:4. Для Serral это был четвёртый выигранный в этом году турнир WCS.
В том же году Риккардо Ромити откалибровался на GSL Season 3: Code S — самом престижном корейском турнире по StarCraft II, где дошёл до второй групповой стадии, в которой оставалось 16 лучших киберспортсменов мира. Он вошёл в тройку самых молодых игроков, достигавших этого результата, после Чо «Maru» Сон Чу, которому это удалось в 14 лет, и Ли «Life» Сын Хён, достигнувшего этого результата в 15 лет. По словам Ромити, достичь этого результата ему помогли Алекс «Neeb» Сандерхафт, Хуан Карлос Тена «SpeCial» Лопез, Бек «Dear» Дон Джун и Ким «Stats» Дэ Ёп, с которыми он готовился к соревнованию.
Также Reynor неоднократно побеждал на мелких турнирах, таких как WardiTV Christmass Invitational 3 и WardiTV Summer Championship в 2018 году, однако не набрал необходимого для попадания в 2018 WCS Global Finals числа очков.
На 2019 WCS Winter Europe Риккардо Ромити встретился с действующим чемпионом мира, Йооной «Serral» Соталой, в групповом этапе, победив его со счётом 2:0. Reynor и Serral встретились вновь в финале этого турнира, в результате чего Reynor победил со счётом 4:3. По словам Риккардо, только после победы на WCS Winter он начал рассматривать StarCraft в качестве своей карьеры; до этого он играл в него только потому, что это ему нравилось, попутно обучаясь программированию. На 2019 WCS Spring Reynor занял 3—4 место, проиграв в полуфинале Йооне «Serral» Сотале со счётом 0:3. На 2019 WCS Summer Риккардо занял первое место, в финале снова встретившись с Serral и победив его со счётом 4:2.
В 2020 году Reynor участвовал в ежегодном турнире DH SC2 Masters Summer: Europe, где дошел до финала и обыграл со счётом 4:2 Йоону «Serral» Соталу, заняв первое место. Так как Риккардо вошёл в топ 4 на DH SC2 Masters Summer: Europe, он заработал путёвку в основной этап этого турнира — DH SC2 Masters 2020 Summer: Season Finals, где занял 3—4 место. На осеннем сезоне этого же турнира Reynor снова стал финалистом европейской квалификации, после чего одержал победу в международном финале. На DreamHack Masters Winter Europe он занял второе место, проиграв в финале Клеману «Clem» Деспланшу со счётом 2:4
В феврале 2021 года стал абсолютным чемпионом по Starcraft II в рамках финального турнира ESL Pro Tour 2020/2021 IEM Katowice 2021, обыграв в стадии плей-офф таких корейских спортсменов как Stats, Dark (чемпион StarCraft II WCS 2019), Maru и (в финале) чемпиона IEM Season IX 2015 года — Zest.

## Стиль игры
Среди игроков, сформировавших его стиль игры и вдохновлявших его, Reynor называет Ли «Life» Сын Хёна и Йэнса «Snute» Оскорда, а также признаёт, что Йоона «Serral» Сотала также мог оказать на него влияние.
Расу зергов Reynor выбрал не сразу. До этого он играл и за терранов, и за протоссов, меняя расы из-за желания экспериментировать, пока не полюбил зергов за механику производства юнитов и их высокую скорость передвижения.

## Признание
Риккардо Ромити победил в номинации «киберспортсмен года» на 2019 Italian Video Game Awards.

## Достижения
- 2018 WCS Montreal (2 место)[24]
- 2019 WCS Winter Europe (1 место)[15]
- 2019 WCS Spring (3—4 место)[25]
- 2019 WCS Summer (1 место)[18]
- 2019 WCS Fall (2 место)[26]
- 2019 WCS Global Finals (2 место)[27]
- DH SC2 Masters 2020 Summer: Europe (1 место)[19]
- DH SC2 Masters 2020 Fall (1 место)[20]
- DH SC2 Masters 2020 Winter: Europe (2 место)[21]
- IEM Katowice 2021 (1 место)[22]
- IEM Katowice 2022 (2 место)